# Great Musgrave

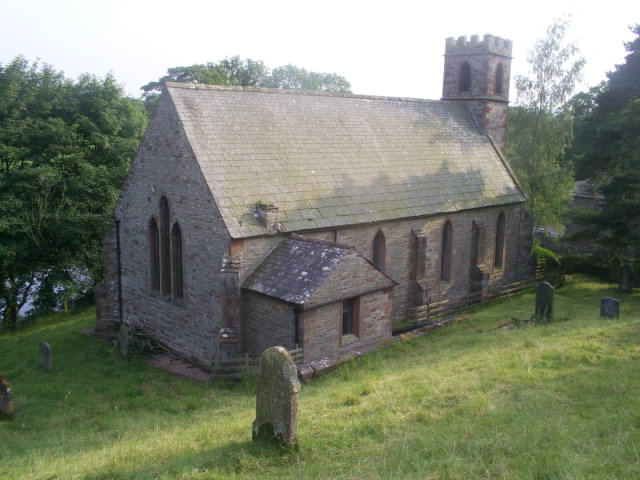
L'église de Great Musgrave.

Great Musgrave est un village du district d'Eden en Cumbria (Angleterre). Il est à environ 2 km à l'ouest de Brough.
L'église Saint-Théobald a été construite au bord de la Rivière Eden en 1845 sur le site de deux église plus anciennes.